# Kastos
Kastos (en griego: Καστός) es una isla griega y una comunidad administrativa del archipiélago Jónico. Es parte de la Prefectura de Léucade. Hasta mediados de la década de 1970, la isla fue administrada en la prefectura de Cefalonia junto con Ithaca. Su isla más cercana es Kalamos, existiendo un canal profundo entre ellos, la parte continental esta a aproximadamente 5 km al noreste de la prefectura de Aitoloakarnania.
Kastos tiene una escuela, una iglesia y una plaza (plateia), su más cercano liceo (escuela media) y el gimnasio (escuela secundaria) están en la prefectura de Aitoloakarnania (en la Grecia continental), pero la mayoría de sus estudiantes también asisten a Nydri (en la isla de Lefkada).
La isla tiene un solo pueblo, con el nombre homónimo de Kastos, situada en su costa oriental. Tiene una población de alrededor de 120 personas, que se dedican principalmente a los servicios de pesca y del turismo. La isla tiene 7 km de norte a sur y 800 m de ancho. Posee una superficie de 5,901 km² y su punto más alto está a 142 m sobre el nivel del Mar Mediterráneo.

## Población
| Año  | Población de la isla |
| ---- | -------------------- |
| 1981 | 68                   |
| 1991 | 50                   |
| 2001 | 120                  |